# Vermoeden
Een vermoeden is een bewering waarvan men denkt dat deze waar is, zonder daarvan zeker te zijn.
In de wiskunde is een vermoeden een wiskundige uitspraak waarvan wiskundigen denken dat deze waar is, terwijl er nog geen sluitend bewijs voor gevonden is. Wordt het bewijs geleverd, dan spreekt men van een stelling.
Sommige stellingen zijn jarenlang vermoedens geweest. Het bekendste geval, en tevens een van de extreemste, was de laatste stelling van Fermat, die van 1637 tot 1995 onbewezen bleef. Fermat presenteerde deze als stelling, maar zonder een bewijs te leveren.
Nog altijd onbewezen is het vermoeden van Goldbach.